# Estagflació
L'estagflació és una situació on l'índex d'inflació és alt, l'índex de creixement econòmic s'alenteix, i l'atur es manté alt. La seva correcció suposa un dilema per la política econòmica, ja que les accions que permeten abaixar la inflació poden incrementar l'atur i viceversa.
El terme prové de l'anglès stagflation i s'atribueix al polític britànic Iain Macleod, qui la va encunyar en el seu discurs al Parlament britànic el 1965. McLeod, que més tard seria ministre de finances britànic, va fer un mot creuat de stagnation (estancament) i inflation (inflació) per descriure una situació econòmica que aglutinava el pitjor de dos mons –alça de preus i estancament econòmic– i que va turmentar molts països durant més d'una dècada.
En la versió de la teoria macroeconòmica de Keynes, dominant entre el final de la Segona Guerra Mundial i finals dels anys 1970, la inflació i la recessió van ser considerades mutualment excloents, la relació entre el dos conceptes descrits per la corba de Phillips. Un cop comença, l'estagflació és molt costosa i difícil d'erradicar tant en termes humans com de dèficit pressupostari.
En el terreny polític, una indicador d'estagflació anomenat l'índex de misèria i format per la simple addició de l'índex d'inflació amb l'índex d'atur, va ser utilitzat per forçar eleccions presidencials als Estats Units el 1976 i 1980.

## Causes
Els economistes proposen dues explicacions principals sobre la formació de l'estagflació. La primera afirma que l'estagflació pot ser resultat d'una capacitat productiva de l'economia reduïda per un desfavorable subministrament de matèries, com un augment en el preu del petroli per a un país importador. Aquesta caiguda del subministrament tendeix a apujar preus alhora que alenteix l'economia per fer la producció més costosa i menys profitosa.
Milton Friedman va descriure aquesta situació com "massa diners empaitant massa pocs béns".
La segona explicació afirma que tant l'estagflació com la inflació poden resultar de polítiques macroeconòmiques inadequades. Per exemple, els bancs centrals poden causar inflació en permetre un creixement excessiu de l'oferta de diners, i el govern pot causar un estancament per un control excessiu dels mercats de béns i del mercat laboral. Qualsevol d'aquests factors poden causar estagflació. Un creixement excessiu de l'oferta de diners portat a tal extrem que ha de ser invertit bruscament, pot ser una causa clara. Ambdós tipus d'explicacions es varen incloure a l'anàlisi de l'estagflació global del 1970: va començar amb un augment enorme del preu del cru, per continuar amb una excessiva estimulació de la política monetària dels bancs centrals per contrarestar la consegüent recessió, causant una espiral de sous i preus.

## Keynesianisme de postguerra i visions monetaristes

### Keynesianisme i monetarisme inicial
Fins als anys 1960, molts economistes keynesians van ignorar la possibilitat d'estagflació, perquè l'experiència històrica va suggerir que l'atur alt estava típicament associat amb una inflació baixa, i viceversa (aquesta relació s'anomena la corba de Phillips). La idea bàsica és que una demanda alta de béns comporta una puja de preus, i també anima les empreses a contractar més; i així mateix l'ocupació alta aixeca demanda.
Tanmateix, als anys 1970-1980, quan es va produir l'estagflació, resultava obvi que la relació entre inflació i nivells d'ocupació no era necessàriament estable: és a dir, la relació de Phillips podia canviar. Els macroeconomistes varen esdevenir més escèptics amb les teories keynesianes, i els keynesians varen reconsiderar les seves idees en recerca d'una explicació per l'estagflació.
L'explicació per al canvi de la corba Phillips va ser inicialment proporcionat per l'economista monetarista Milton Friedman, i també per Edmund Phelps. Tots dos van argumentar que quan els treballadors i les empreses comencen a notar més inflació, la corba de Phillips canvia cap amunt (significant que es produeix més inflació per a qualsevol nivell d'atur). En particular, van suggerir que si la inflació durava diversos anys, els treballadors i les empreses començarien a tenir-lo en compte durant les negociacions salarials, provocant que els sous dels treballadors i els costos de les empreses augmentés més de pressa, amb una posterior inflació creixent. Mentre aquesta idea era una crítica severa de les teories de Keynes, era gradualment acceptada per la majoria dels seus seguidors i ha estat incorporada als nous models Keynesians.

### Neokeynesianisme
El neokeynesianisme distingeix dues classes d'inflació: estirada del mercat (causada per canvis a la corba de demanda agregada) i inflació de costos (causat per canvis de la corba de subministrament agregada). L'estagflació, en aquesta vista, és causat per inflació de costos, un efecte que ocorre quan alguna element o condició augmenta els costos de producció. Això podria ser causat per polítiques de govern (fiscals, per exemple), o simplement per factors externs com una escassetat de recursos naturals o una situació de guerra.
Els analistes d'aquesta nova economia keynesiana argumenten que l'estagflació pot ser entesa per distingir factors que afecten la demanda agregada d'aquells que afecten l'oferta agregada. Mentre la política monetària i fiscal pot ser utilitzada per estabilitzar l'economia enfront de les fluctuacions de la demanda agregada, no són molt útils per afrontar fluctuacions de l'oferta agregada. En particular, una situació adversa d'oferta agregada, com ara un augment en els preus del petroli, pot donar lloc a l'estagflació.

### Teoria de subministrament

#### Fonaments
Les teories de l'oferta es basa en el model neokeynesià d'inflació de costos i atribueixen l'estagflació com a causa de disrupcions significatives de l'oferta a l'equació del mercat d'oferta i demanda, per exemple, quan hi ha una sobtada escassetat -real o relativa- dels principals productes bàsics, dels recursos naturals, o del capital natural necessari per produir béns i serveis. Altres factors també poden causar problemes de subministrament, per exemple, canvis socials i polítics, actes de guerra, control extremadament restrictiu del govern sobre la producció, com en el cas dels monopolis a les dictadures. En aquest, l'estagflació es produeix quan hi ha una caiguda adversa de subministraments (per exemple, un augment sobtat en el preu del cru o un impost nou) que causa un salt subsegüent en el "cost" de béns i serveis.
En un escenari d'escassetat de recursos, l'estagflació apareix quan el creixement econòmic és inhibit per un subministrament restringit de matèries primeres. És a dir, quan el subministrament real o relatiu de materials bàsics (combustibles fòssils (energia), minerals, terres de conreu agrícola en producció, fusta, etc.) cau i/o no pot ser augmentat prou ràpidament per respondre a un augment continuant de la demanda. El retall de recurs pot ser degut a un manca real o un caiguda relativa a causa de factors com impostos o una política monetària dolenta que ha afectat el "cost" o disponibilitat de matèries primeres. Això és compatible amb els factors de l'esmentada teoria d'inflació de costos. La manera en què es produeix, és quan després d'una davallada de subministrament, l'economia primer intentarà mantenir el momentum, o sigui, consumidors i empreses començaran a pagar preus més alts per tal de mantenir el seu nivell de demanda. El banc central pot estimular aquest comportament en augmentar l'oferta de diners, per abaixar els índexs d'interès per exemple, en un esforç per combatre una recessió. El subministrament de diners creixent, incrementarà la demanda de béns i serveis, encara que la demanda normalment cauria durant una recessió.

#### Estagflació dels anys 1970
Després de la imposició de controls de sous i preus de Richard Nixon de 15 d'agost de 1971, una onada inicial d'inflació de costos en mercaderies va ser identificada com la causa d'una espiral de preus. Potser el factor més notori citat en aquell temps va ser el fracàs de la Pesca de l'anxova peruana el 1972, una font important de menjar per bestiar.
El segon xoc important va ser la crisi del petroli del 1973, quan l'Organització de Països Exportadors (OPEC) va restringir el subministrament de fuel a tot el món. Tots dos esdeveniments, combinats amb la crisi energètica global que va caracteritzar els 1970, va causar un escassetat real o percebuda de primeres matèries. Els controls dels preus van provocar restriccions als punts de distribució, causant, per exemple, llargues cues de consumidors a benzineres i un augment dels costos de producció per a la indústria.

#### Respostes teòriques
Sota aquest conjunt de teories, la solució a l'estagflació passa per restaurar el subministrament de matèries. En el cas d'una escassetat física, l'estagflació es mitiga o bé trobant una substitució als recursos desapareguts o bé amb el desenvolupament de fórmules per augmentar la productivitat econòmica i l'eficiència energètica a fi d'aconseguir més producció amb menys recursos. Per exemple, a finals dels 1970 començament dels 1980, l'escassetat del petroli va ser alleugerida per l'augment de l'ús eficient de l'energia juntament amb el desenvolupament de noves formes de generació energètica, especialment la nuclear, amb un consegüent debat social.

## Visions recents
Durant molt temps, cap política macroeconòmica no havia estat capaç de pronosticar l'aparició de l'estagflació. Després d'anys de recerca, es va proporcionar una explicació convincent basada en els efectes adversos que té una caiguda de subministrament tant de preus com de producció. Segons Blanchard, aquests esdeveniments adversos eren un dels dos components d'estagflació; l'altre era les "idees", que Robert Lucas (conegut per la corba de demanda de Lucas), Thomas J. Sargent, i Robert Barro definien com "tremendament incorrectes" i "fonamentalment defectuoses" les prediccions de l'economia Keynesiana que, segons opinen, deixa l'estagflació per a ser explicada per "estudiants contemporanis del cicle econòmic". En aquesta discussió, Blanchard pressuposa que el recent augment del preu del cru podria provocar un altre període d'estagflació, tot i que això encara no havia succeït el 2009.